# American Appraisal
American Appraisal è una società di valutazione indipendente, il cui obiettivo è quello di fornire consulenza sul valore di una società, la valutazione delle attività materiali e immateriali, a fini commerciali, fiscali, assicurativi, ecc.

## Storia
American Appraisal nasce nel 1896 da William M. Young e John L. Moon, in Milwaukee, USA.
I fondatori sono stati ispirati da un caso di assicurazione in cui un contadino aveva problemi nel determinare il valore di un silos di grano bruciato da un incendio.
Il primo cliente di American Appraisal è stato il Brewing Company. Già nel 1910 American Appraisal era la più grande azienda del suo genere. Il 1920 e il decennio successivo sono stati caratterizzati dall'espansione industriale del business americano, che è stato finanziato da azioni e obbligazioni.
Gli anni 1950 e 1960 sono stati caratterizzati dall'acquisizione di altre società di consulenza e la creazione di altri uffici nazionali.

## Dati aziendali
American Appraisal ha circa 1.000 dipendenti in 50 uffici, distribuiti in vari Paesi.

## Servizi
American Appraisal è ora attiva in altre aree di business:
- recensioni
- Consulenza commerciali
- Consulenza immobiliare